# Onslunda landskommun
Onslunda landskommun var en tidigare kommun i dåvarande Kristianstads län. 

## Administrativ historik
I Onslunda socken i Ingelstads härad i Skåne inrättades som landskommun den 1 januari 1863 då 1862 års kommunalförordningar trädde i kraft.
Vid kommunreformen 1952 blev Onslunda storkommun genom sammanläggning med de tidigare kommunerna Spjutstorp och Tranås.
År 1969 upplöstes Onslunda kommun och området gick upp i Tomelilla köping som 1971 ombildades till Tomelilla kommun.
Kommunkod 1952-1968 var 1106.

### Kyrklig tillhörighet
I kyrkligt hänseende tillhörde kommunen Onslunda församling. Den 1 januari 1952 tillkom Spjutstorps församling och Tranås församling.

## Geografi
Onslunda landskommun omfattade den 1 januari 1952 en areal av 56,85 km², varav 56,72 km² land.

### Tätorter i kommunen 1960
| Tätort     | Folkmängd |
| ---------- | --------- |
| Onslunda   | 483       |
| Tranås     | 226       |
| Spjutstorp | 217       |

Tätortsgraden i kommunen var den 1 november 1960 37,6 procent.

## Politik

### Mandatfördelning i valen 1938-1966
| 7 | 11 |

| 18 |

| 8 | 8 | 2 |

| 18 |

| 10 | 8 |

| 18 |

| 11 | 12 | 6 | 4 |

| 30 |

| 10 | 12 | 6 | 5 |

| 31 |

| 9 | 12 | 5 | 7 |

| 31 |

| 11 | 11 | 5 | 6 |

| 31 |

| 9 | 12 | 5 | 7 |

| 31 |